# Franz Ullrich (Unternehmer)

Franz Ullrich

Franz Ullrich (* 22. Juli 1830 in Maikammer, Rheinland-Pfalz; † 21. Dezember 1891 in Maikammer) war ein deutscher Industrieller, Erfinder, Weingutsbesitzer, Unternehmer und Mitgründer der Emaille-Fabrik „Gebrüder Ullrich“ in Maikammer.
Zusammen mit seinem Bruder Anton Ullrich entwickelte er ein Patent für eine Gelenkfedersperre an Gelenkmaßstäben, die es ermöglichte, mit klappbaren Zollstöcken in der Waagerechten und Senkrechten zu messen, ohne dass diese zusammenklappten. Sein Sohn war der spätere Unternehmer Gustav Ullrich.

## Leben und Wirken

### Herkunft und Jugend
Franz Ullrich wuchs als eines von insgesamt 7 Geschwistern auf, wobei er der Jüngste war. Er war Sohn von Leonhard Ullrich (1793–1838), ein international tätiger Kaufmann und dessen Ehefrau Regina Damm. Leonhard betrieb in der heutigen Sankt Martiner Straße 5 in Maikammer einen Landhandel mit Kolonialwaren und Textilien.

### Unternehmerische Tätigkeit

#### Anfänge
Nachdem er in den von Anton übernommenen Landhandel eingetreten war, der Platz dort zu klein wurde und er ein vierjähriges Bankstudium in Neustadt an der Weinstraße abschloss, errichteten sie zusammen auf dem Gebiet der „Dieterwiesen“ eine erste Fabrikhalle. Bereits in den 1870er Jahren begannen sie mit Versuchen, um blecherne Rohware zu emaillieren.
Am 17. November 1857 heiratete Franz Ullrich in Maikammer Eva Katharina Schmitt, Anton ehelichte ihre Schwester.

#### Emaille-Fabrik „Gebrüder Ullrich“
Schon 1877 war man erfolgreich und gründete ebenfalls auf den „Dieterwiesen“ das erste Emaillierwerk in einer Halle von 2600 m². 1880 konnte das Werk den Betrieb aufnehmen.

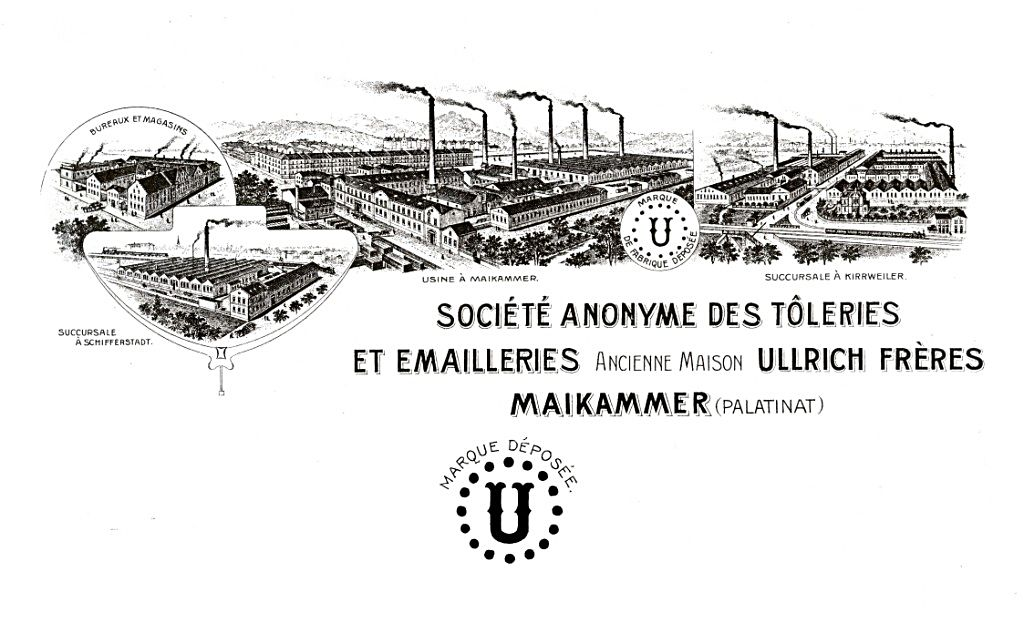
„Gebrüder Ullrich“ Fabrik-Standorte

Die Firma „Gebrüder Ullrich“ expandierte schnell und musste bereits 1884 weitere Gebäude bauen, im selben Jahr betrug die Mitarbeiterzahl 250.
Die Nachfrage an Arbeitskräften für das Unternehmen, dessen Artikel bis nach London und Paris exportiert wurden, zog viele Familien aus dem Umland nach Maikammer, was die soziale Zusammensetzung der Gemeinde veränderte. Viele protestantisch Gläubige siedelten sich im katholisch geprägten Ort an, was die Errichtung einer lutherischen Kirche nötig machte. Darüber hinaus entwickelte sich die Fabrikarbeit für viele Haushalte zur Haupterwerbsquelle, obwohl nebenbei weiterhin Weinbau und Landwirtschaft betrieben wurden. Neben der Sozialstruktur wandelte sich auch das Aussehen der Gemeinde. So entstand ein großzügiger Fabrikkomplex mit nahegelegenen Wohnungen für Arbeiterinnen und Arbeiter.
Da der örtliche Vorrat an Arbeitskräften und Rohstoffen erschöpft war, suchten Franz Ullrich und seine Söhne Gustav und August nach einem geeigneten Standort für eine weitere Fabrik. Bereits 1889 hatte Gustav Ullrich in Annweiler am Trifels eine Fabrik zur Herstellung von Messgeräten, heute bekannt als „Stabila“, gegründet.
Schließlich wurde beschlossen, dass auch die zusätzliche Emaille-Fabrik in Annweiler gebaut werden sollte. 1890 spaltete sich die Firma „Gebrüder Ullrich“ in zwei Unternehmen auf: „Franz Ullrich Söhne“ (später ASTA-Emaille-Fabrik) und „Emaillier- & Stanzwerke vormals Gebrüder Ullrich“. Franz Ullrich und seine Söhne Gustav und August zogen nach Annweiler, um die Geschäfte der neuen Firma „Franz Ullrich Söhne“ zu leiten. Am 24. April 1890 wurde die Firma in Maikammer ins Handelsregister eingetragen und in eine Aktiengesellschaft umgewandelt, wobei am 29. November 1890 die Annweilerer Fabrik offiziell gegründet worden ist.
Anton Ullrich und sein Sohn blieben in Maikammer, um die Leitung der „Emaillier- & Stanzwerke vormals Gebrüder Ullrich“ weiterzuführen. Auch der älteste Sohn von Franz Ullrich, Eugen, blieb in Maikammer und führte das Familienweingut von Franz Ullrich weiter.
Nach der Trennung der Brüder drifteten auch die beiden Unternehmen immer weiter auseinander und arbeiten seltener zusammen, sodass die Fabrik in Annweiler autonomer wurde. Schließlich wird Gustav, der Sohn Franz Ullrichs, alleiniger Eigentümer. Die letzte Zusammenarbeit fand im Zuge der Herstellung der Zarenbecher statt.
Bedingt durch den Ersten Weltkrieg erlitt die Firma in Maikammer drastische wirtschaftliche Einbußen, die dortige Maßstabfertigung wurde 1918 aufgegeben und nach dem Tod von Antons Sohn August Ullrich, im Jahr 1927, ging die Firma 1928 in Konkurs.
Franz Ullrich lebte bis zu seinem Tod 1891 in Annweiler am Trifels und starb in Maikammer.

## Fabrik-Standorte
Der Betrieb von Anton Ullrich wurde ständig erweitert, so dass im Jahre 1887 auch in Schifferstadt ein Emaillierwerk gegründet wurde, sowie im benachbarten Kirrweiler das insolvente Stanz- und Emaillierwerk der Brüder Kessler 1904 aufgekauft wurde. Teile des Werks sind heute noch erhalten, unter anderem ein Schornstein. Bellheim kam als Verzinkerei des Annweilerer Werkes 1910/1911 dazu.
In Maikammer selbst, sind noch einige Gebäude erhalten, unter anderem das Arbeiterwohnheim.
- Annweiler am Trifels
- Bellheim
- Kirrweiler
- Maikammer
- Schifferstadt

## Auszeichnungen der Maikammerer Firma
- 1893 Goldmedaille – Kaiserslautern[2]
- 1895 Goldmedaille – Ausstellung für Hotel- und Wirtschaftswesen; Landau[2]
- 1895 Medaille – Industrie- und Gewerbeausstellung; Straßburg[2]
- 1895 Goldmedaille – III. Württembergischen Flaschnerausstellung; Ulm[2]
- 1896 Goldmedaille – Bayerische Landes-, Industrie-, Gewerbe- und Kunstausstellung; Nürnberg[2]

## Gedenken
- Im Jahr 2015 wurde die Gebrüder-Ullrich-Realschule Plus Maikammer-Hambach nach den Brüdern Ullrich benannt.[6]
- Zur Erinnerung an die Ullrich-Brüder wurde auf einem der Maikammerer Kreisverkehre ein Gliedermaßstab als Kunstwerk errichtet.

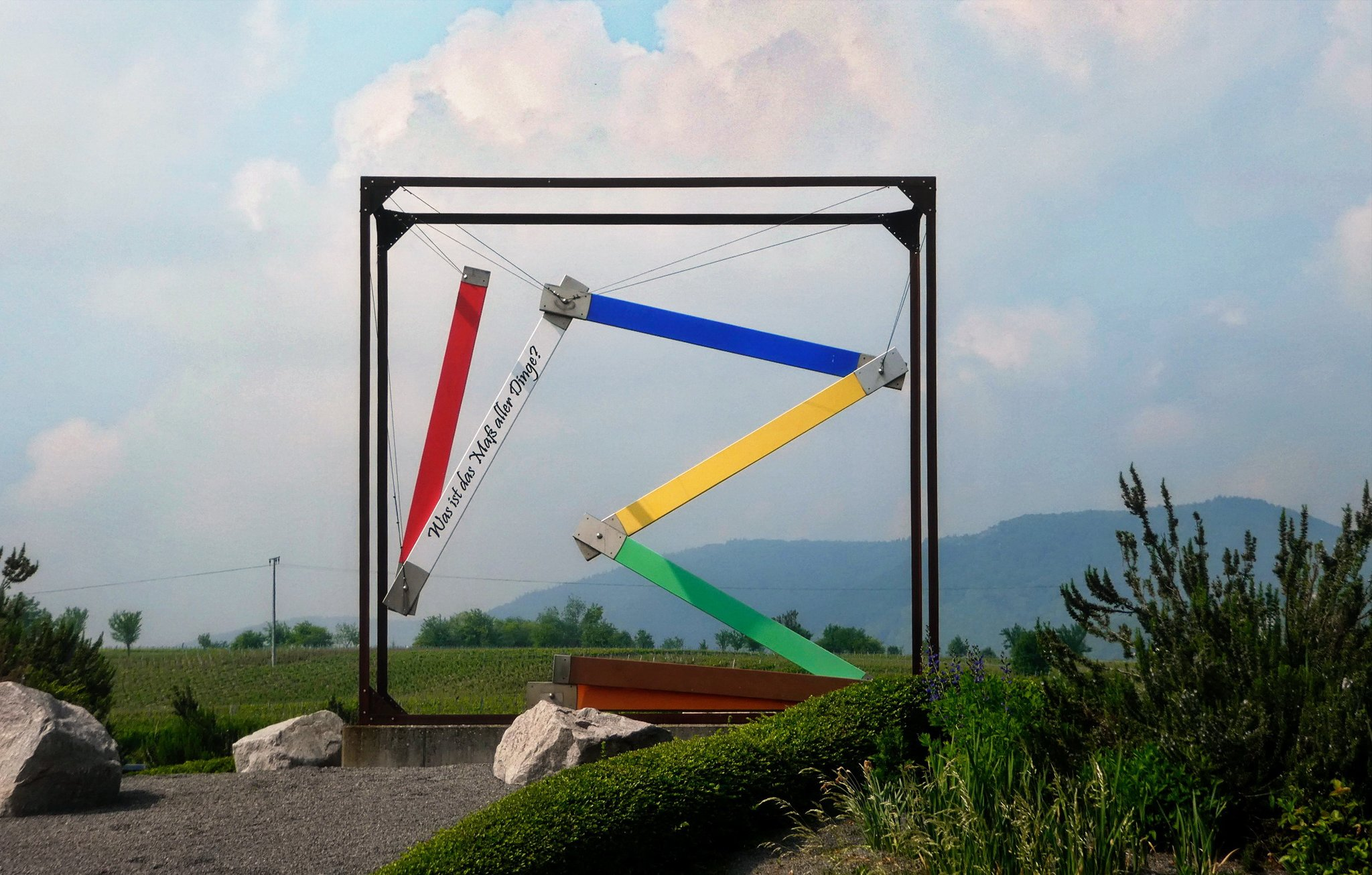
Kreisverkehr in Maikammer: Der Gliedermaßstab soll laut den Erschaffern die Form eines gebeugten Arbeiters haben.

## Veröffentlichungen
- Franz Berthold: Die Ullrich'schen Werke – Ein Beitrag zur Industriegeschichte der Pfalz. Annweiler, 1990.
- Biundo, Georg, Hess, Hans: Annweiler – Geschichte einer alten Reichsstadt. Studio Hruschka, Mannheim, Germany, 1968.
- Hans Blinn: Annweiler – anno dazumal. Pfälzer Kunst, Landau i.d Pf., Germany, 1980, ISBN 3-922580-03-3.
- Hans Blinn: Annweiler am Trifels in alten Ansichten. Europäische Bibliothek, Zaltbommel, Netherlands, 1994, ISBN 90-288-5794-X.
- Damm, Johannes, Treptow, Hans: Ortschronik Maikammer-Alsterweiler. Heinrich Schreck KG, Maikammer, Germany, 1986.
- Kölsch, Hans-Joachim, Pfundstein, Sonja: Annweiler – Zeitsprünge. Oaklands Book Services Ltd, England, 2004.